# Три Рокс (Калифорнија)
Три Рокс (енгл. Three Rocks) насељено је место без административног статуса у америчкој савезној држави Калифорнија.

## Демографија
По попису из 2010. године број становника је 246.
| Група             | 2000.    | 2010.       |
| Белци             | 0 (0,0%) | 11 (4,5%)   |
| Афроамериканци    | 0 (0,0%) | 0 (0,0%)    |
| Азијати           | 0 (0,0%) | 0 (0,0%)    |
| Хиспаноамериканци | 0 (0,0%) | 235 (95,5%) |
| Укупно            | 0        | 246         |